# محمد مهدي البحراني
السيد محمد مهدي بن علي بن محمّد البحراني (1884 - 7 يوليو 1925) فقيه جعفري وشاعر عراقي. ولد في النجف ونشأ فيها ودرس على علمائها في الفقه والآداب. قام بالتدريس فأخذ عنه جماعة، أضحت من كبار العلماء بعد حين. انتقل إلى البصرة وأقام فيها عالمًا حتى ألّم بمرض أودى بحياته. له أشعار معظمه مذكور في الكتب التي ترجمته له.

## سيرته
ولد محمد مهدي بن علي بن محمد في النجف في عام 1301 هـ/ 1884 م، توفي والده في السنة الثانية من عمره فكفله أخوه السيد رضا الصايغ. درس علوم الادب وهو ابن اثنتي عشرة سنة وبعد أن قارب الثلاثين من عمره أتمّ دراسة العلوم العقلية والنقلية على محمد طه نجف ومحمد كاظم اليزدي، ومحمد كاظم الخراساني، ومحمد مهدي المازندراني والشيخ حسن بن صاحب الجواهر.

من تلامذته قاسم محي الدين وهادي آل الشيخ راضي وأبو جعفر محمد رضا آل فرج الله ومحمد حسن دكسن.

توفي في مدينة النجف باليوم السادس عشر من شهر ذو الحجة في عام 1343هـ / 7 يوليو 1925 ، ودفن بها في العتبة العلوية بالصحن الشريف بحجرة رقم 2 .

## شعره
ذكره عبد العزيز البابطين في معجمه وقال "اتسعت دائرة تجربته الشعرية لتشمل المديح والرثاء لأهل البيت، والمديح والتهاني والغزل والنسيب والوصف والتأريخ الشعري، تميزت قصائده بالطول، وحفاظها على مقتضيات القصيدة العربية التقليدية من عروض خليلي، واستخدام المحسنات البديعية والتنويع في الأساليب."

## مؤلفاته
من مؤلفاته:
- هداية المضل في الإمامة
- الأشهر الحرم فيما وقع على سادات الحرم
- عين الفطرة في الرد على من غالى في العترة
- التحفة في المبدأ والمعادأرجوزة ) .
- الطريق الصحيح إلى رواية الصحيح أرجوزة ) .
- كتاب الرشحات في التوحيد والنبوة والإمامة .
- زينة الأذان والإقامة في ذكر علي بالولاية والإمامة
- الدرة النجفية في الرد على الصوفية والكشفية
- الرحلة الجوادية إلى جسد الكوفة
- شوارع الرواية إلى مشارع الدراية
- موعظة الشريف إلى الشاب اللطيف
- كتاب الولاية الكبري
- البيان في علم الميزان
- رسالة في أحوال الصحابة
- أنساب الهاشميين
- قبلة العارفين
- ديوان شعره